# Гірнича наука, освіта та преса Бразилії
Гірнича наука, освіта та преса Бразилії
Геологічна служба. Наукові установи. Підготовка кадрів. Друк. Розвідка і освоєння родовищ корисних копалин проводяться під керівництвом Мін-ва гірничої справи та енергетики, наукові дослідження в гірництві виконуються в Бразильській АН (з1916), Ін-ті геології (1886), Браз. Нафт. ін-ті (1957), ін-тах геології при ун-тах Пернамбуку (1958), Парана (1959), Баія (1958). 
Гірничо-геологічні кадри готують в університетах міст Белен, Бразилія, Белу-Оризонті, Ору-Прету, Ресіфі, Ріо-де-Жанейро, Порту-Алегрі, Сан-Паулу, Форталеза. 
Наукові видання з геології і гірничої справи: 
- “Anuário Mineral Brasileiro” (з 1972),
- “Balanco Mineral Brasileiro” (з 1978).